# Пентон (Алабама)
Пентон (англ. Penton) — переписна місцевість (CDP) в США, в окрузі Чемберс штату Алабама. Населення — 163 особи (2020).

## Географія
Пентон розташований за координатами 33°0′35″ пн. ш. 85°28′29″ зх. д. / 33.00972° пн. ш. 85.47472° зх. д. (33.009832, -85.474824).  За даними Бюро перепису населення США в 2010 році переписна місцевість мала площу 23,76 км², з яких 23,66 км² — суходіл та 0,09 км² — водойми.

## Демографія
Згідно з переписом 2010 року, у переписній місцевості мешкала 201 особа в 82 домогосподарствах у складі 46 родин. Густота населення становила 8 осіб/км².  Було 93 помешкання (4/км²).
Расовий склад населення:
| - 69,7 % — білих - 24,9 % — чорних або афроамериканців - 5,0 % — осіб інших рас |

До двох чи більше рас належало 0,5 %. Частка іспаномовних становила 4,5 % від усіх жителів.
За віковим діапазоном населення розподілялося таким чином: 26,9 % — особи молодші 18 років, 57,2 % — особи у віці 18—64 років, 15,9 % — особи у віці 65 років та старші. Медіана віку мешканця становила 38,4 року. На 100 осіб жіночої статі у переписній місцевості припадало 103,0 чоловіків;  на 100 жінок у віці від 18 років та старших — 101,4 чоловіків також старших 18 років.
За межею бідності перебувало 30,9 % осіб, у тому числі 0,0 % дітей у віці до 18 років та 20,6 % осіб у віці 65 років та старших.
Цивільне працевлаштоване населення становило 88 осіб. Основні галузі зайнятості: науковці, спеціалісти, менеджери — 51,1 %, сільське господарство, лісництво, риболовля — 18,2 %, фінанси, страхування та нерухомість — 15,9 %, будівництво — 14,8 %.